# Grand Prix Monaka 2011
Grand Prix Monaka 2011 (70e Grand Prix Automobile de Monaco), 6. závod 62. ročníku mistrovství světa jezdců Formule 1 a 53. ročníku poháru konstruktérů, historicky již 846. grand prix, se již tradičně odehrála na okruhu v Monte Carla.

## Výsledky

### Kvalifikace
| Pořadí               | Číslo | Jezdec             | Tým                  | 1. část  | 2. část  | 3. část  | Start |
| -------------------- | ----- | ------------------ | -------------------- | -------- | -------- | -------- | ----- |
| 1                    | 1     | Sebastian Vettel   | Red Bull-Renault     | 1:15.606 | 1:14.277 | 1:13.556 | 1     |
| 2                    | 4     | Jenson Button      | McLaren-Mercedes     | 1:15.397 | 1:14.545 | 1:13.997 | 2     |
| 3                    | 2     | Mark Webber        | Red Bull-Renault     | 1:16.087 | 1:14.742 | 1:14.019 | 3     |
| 4                    | 5     | Fernando Alonso    | Ferrari              | 1:16.051 | 1:14.569 | 1:14.483 | 4     |
| 5                    | 7     | Michael Schumacher | Mercedes             | 1:16.092 | 1:14.981 | 1:14.682 | 5     |
| 6                    | 6     | Felipe Massa       | Ferrari              | 1:16.309 | 1:14.648 | 1:14.877 | 6     |
| 7                    | 8     | Nico Rosberg       | Mercedes             | 1:15.858 | 1:14.741 | 1:15.766 | 7     |
| 8                    | 12    | Pastor Maldonado   | Williams-Cosworth    | 1:15.819 | 1:15.545 | 1:16.528 | 8     |
| 9                    | 3     | Lewis Hamilton     | McLaren-Mercedes     | 1:15.207 | 1:14.275 | bez času | 9     |
| 10                   | 17    | Sergio Pérez       | Sauber-Ferrari       | 1:15.918 | 1:15.482 | bez času | DNS   |
| 11                   | 10    | Vitalij Petrov     | Renault              | 1:16.378 | 1:15.815 |          | 10    |
| 12                   | 11    | Rubens Barrichello | Williams-Cosworth    | 1:16.616 | 1:15.826 |          | 11    |
| 13                   | 16    | Kamui Kobajaši     | Sauber-Ferrari       | 1:16.513 | 1:15.973 |          | 12    |
| 14                   | 15    | Paul di Resta      | Force India-Mercedes | 1:16.813 | 1:16.188 |          | 13    |
| 15                   | 14    | Adrian Sutil       | Force India-Mercedes | 1:16.600 | 1:16.121 |          | 14    |
| 16                   | 9     | Nick Heidfeld      | Renault              | 1:16.681 | 1:16.214 |          | 15    |
| 17                   | 18    | Sébastien Buemi    | Toro Rosso-Ferrari   | 1:16.358 | 1:16.300 |          | 16    |
| 18                   | 20    | Heikki Kovalainen  | Lotus-Renault        | 1:17.343 |          |          | 17    |
| 19                   | 21    | Jarno Trulli       | Lotus-Renault        | 1:17.381 |          |          | 18    |
| 20                   | 19    | Jaime Alguersuari  | Toro Rosso-Ferrari   | 1:17.820 |          |          | 19    |
| 21                   | 24    | Timo Glock         | Virgin-Cosworth      | 1:17.914 |          |          | 20    |
| 22                   | 25    | Jérôme d'Ambrosio  | Virgin-Cosworth      | 1:18.736 |          |          | 21    |
| 107% limit: 1:20.471 |       |                    |                      |          |          |          |       |
| 23                   | 22    | Narain Karthikeyan | HRT-Cosworth         | bez času |          |          | 22    |
| 24                   | 23    | Vitantonio Liuzzi  | HRT-Cosworth         | bez času |          |          | 23    |

### Závod
| Pořadí | Číslo | Jezdec             | Tým                  | Kola | Čas/odstoupení | Start | Body |
| ------ | ----- | ------------------ | -------------------- | ---- | -------------- | ----- | ---- |
| 1      | 1     | Sebastian Vettel   | Red Bull-Renault     | 78   | 2:09:38.373    | 1     | 25   |
| 2      | 5     | Fernando Alonso    | Ferrari              | 78   | +1.138         | 4     | 18   |
| 3      | 4     | Jenson Button      | McLaren-Mercedes     | 78   | +2.378         | 2     | 15   |
| 4      | 2     | Mark Webber        | Red Bull-Renault     | 78   | +23.101        | 3     | 12   |
| 5      | 16    | Kamui Kobajaši     | Sauber-Ferrari       | 78   | +26.916        | 12    | 10   |
| 6      | 3     | Lewis Hamilton     | McLaren-Mercedes     | 78   | +47.210        | 9     | 8    |
| 7      | 14    | Adrian Sutil       | Force India-Mercedes | 77   | +1 kolo        | 14    | 6    |
| 8      | 9     | Nick Heidfeld      | Renault              | 77   | +1 kolo        | 15    | 4    |
| 9      | 11    | Rubens Barrichello | Williams-Cosworth    | 77   | +1 kolo        | 11    | 2    |
| 10     | 18    | Sébastien Buemi    | Toro Rosso-Ferrari   | 77   | +1 kolo        | 16    | 1    |
| 11     | 8     | Nico Rosberg       | Mercedes             | 76   | +2 kola        | 7     |      |
| 12     | 15    | Paul di Resta      | Force India-Mercedes | 76   | +2 kola        | 13    |      |
| 13     | 21    | Jarno Trulli       | Lotus-Renault        | 76   | +2 kola        | 18    |      |
| 14     | 20    | Heikki Kovalainen  | Lotus-Renault        | 76   | +2 kola        | 17    |      |
| 15     | 25    | Jérôme d'Ambrosio  | Virgin-Cosworth      | 75   | +3 kola        | 21    |      |
| 16     | 23    | Vitantonio Liuzzi  | HRT-Cosworth         | 75   | +3 kola        | 23    |      |
| 17     | 22    | Narain Karthikeyan | HRT-Cosworth         | 74   | +4 kola        | 22    |      |
| 18     | 12    | Pastor Maldonado   | Williams-Cosworth    | 73   | Kolize         | 8     |      |
| Ret    | 10    | Vitalij Petrov     | Renault              | 67   | Kolize         | 10    |      |
| Ret    | 19    | Jaime Alguersuari  | Toro Rosso-Ferrari   | 66   | Kolize         | 19    |      |
| Ret    | 6     | Felipe Massa       | Ferrari              | 32   | Nehoda         | 6     |      |
| Ret    | 7     | Michael Schumacher | Mercedes             | 32   | Požár          | 5     |      |
| Ret    | 24    | Timo Glock         | Virgin-Cosworth      | 30   | Zavěšení       | 20    |      |
| DNS    | 17    | Sergio Pérez       | Sauber-Ferrari       | 0    | zraněný        | –     |      |

## Průběžné pořadí šampionátu
Pořadí Poháru jezdců
| Pořadí | Jezdec           | Body |
| ------ | ---------------- | ---- |
| 1      | Sebastian Vettel | 143  |
| 2      | Lewis Hamilton   | 85   |
| 3      | Mark Webber      | 79   |
| 4      | Jenson Button    | 76   |
| 5      | Fernando Alonso  | 69   |

Pořadí Poháru konstruktérů
| Pořadí | Tým              | Body |
| ------ | ---------------- | ---- |
| 1      | Red Bull-Renault | 222  |
| 2      | McLaren-Mercedes | 161  |
| 3      | Ferrari          | 93   |
| 4      | Renault          | 50   |
| 5      | Mercedes         | 40   |